# Benedykt Zawadzki
Benedykt Zawadzki (ur. 1652 w Warszawie, zm. 1705 tamże) – polski kaznodzieja i wydawca.

## Życiorys
Po ukończeniu szkół w Warszawie wstąpił do zakonu pijarów. Był rektorem w Piotrkowie i Warszawie. Słynął ze zdolności poetyckiej i wymowy kościelnej.
W 1682 wraz z Wojciechem Haligowskim założył drukarnię pijarską w Warszawie. Oprócz penegiryków w języku łacińskim wydał m.in. Cenzurę kaznodziejską (1697), Kazania na święta uroczyste (1702) i Kazania na niedziele doroczne (1700).